# Quentin Ménard

Wapenschild van Ménard, prins-aartsbisschop van Besançon

Quentin Ménard (Flavigny, 1382 – Gy, 18 december 1462) was een kanunnik en diplomaat voor de machtige vorst van het Bourgondische Rijk Filips de Goede. Later verhuisde hij van het hertogdom Bourgondië in het koninkrijk Frankrijk naar het graafschap Bourgondië in het Heilige Roomse Rijk. Hij was er prins-aartsbisschop van Besançon van 1439 tot zijn dood in 1462; zijn episcopaat werd gekenmerkt door een gewapend conflict tussen hemzelf en de stad Besançon.

## Synoniemen
- Quentin Ménart
- Quentin van Flavigny

## Hertogdom Bourgondië
Ménard was afkomstig van het hertogdom Bourgondië, meer bepaald van het dorp Flavigny-sur-Ozerain. Hij werd kanunnik van de Sainte Chapelle in Dijon, hoofdstad van het hertogdom Bourgondië. Vervolgens werd hij hoveling en ook nog bevorderd tot secretaris van Filips de Goede, hertog van Bourgondië. Hij was Maître aux Requêtes van het parlement van Bourgondië en proost van de abdij van Saint-Omer in het (Bourgondisch) graafschap Vlaanderen. Als secretaris van de hertog werd hij op diplomatieke missie gestuurd naar de paus in Rome, alsook naar de koning van Frankrijk en de koning van Engeland.

## Graafschap Bourgondië
In 1439 – hij was 57 jaar – benoemde de paus hem tot aartsbisschop van Besançon, in het vrijgraafschap Bourgondië. Filips de Goede was niet alleen hertog van Bourgondië in Frankrijk maar ook graaf van Bourgondië in het Heilige Roomse Rijk. Op 21 februari 1440 ontving Ménard de bisschopswijding. Bisschop Jean Chevrot van Doornik wijdde hem. Ménard werd ook beleend met het graafschap Besançon in het Heilige Roomse Rijk en werd zo prins-aartsbisschop of rijksbisschop.
In het jaar 1442 vond er een plechtige zitting plaats in het aartsbisschoppelijk paleis van Besançon. Ménard ontving er keizer Frederik III van het Heilige Roomse Rijk, hertog Filips de Goede van Bourgondië en zijn derde echtgenote Isabella van Portugal. Deze vorsten traden Besançon binnen met talrijke edelen uit Duitsland en Bourgondië en hun personeel. Honderden paarden maakten deel uit van de stoeten. De notabelen van de stad gaven lofredes zowel in het Duits als in het Latijn. Ménard was de gastheer en liet de beide vorsten een namiddag vergaderen in zijn feestzaal.
Ménard liet de verschillende kastelen van het aartsbisschoppelijk hof verfraaien. Het ging om het paleis in de stad Besançon, alsook drie kastelen buiten de stad: Mandeure, Noroy en Gy. Dit laatste kasteel was een belangrijke residentieplaats voor de aartsbisschoppen van Besançon. De kathedralen van Saint-Jean en Sint-Stefaan in Besançon ontvingen kostbaarheden van hem.

### Burgeroorlog

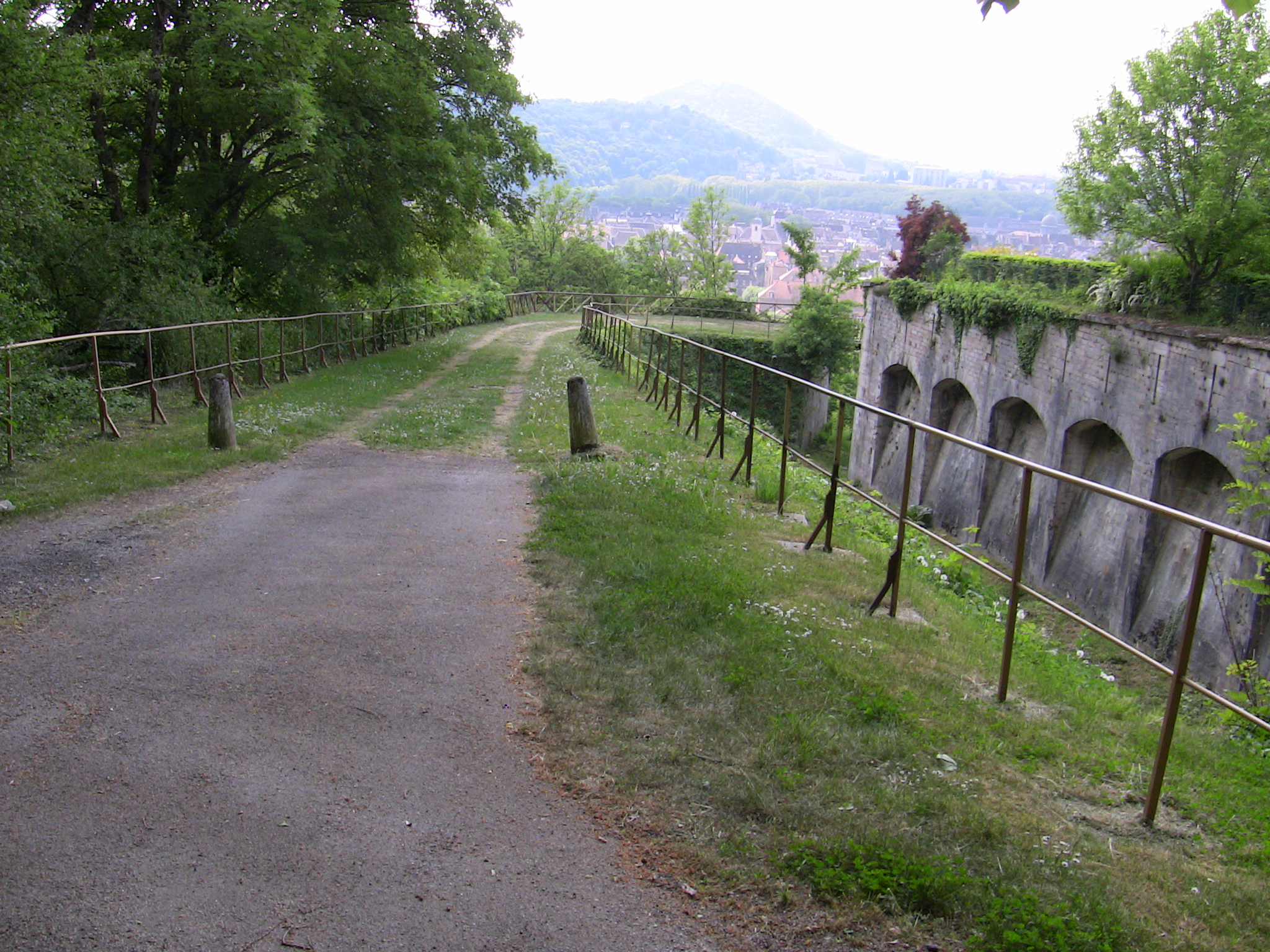
Voormalig kasteel van Bregille, thans fort van Beauregard naast Besançon (Frankrijk)

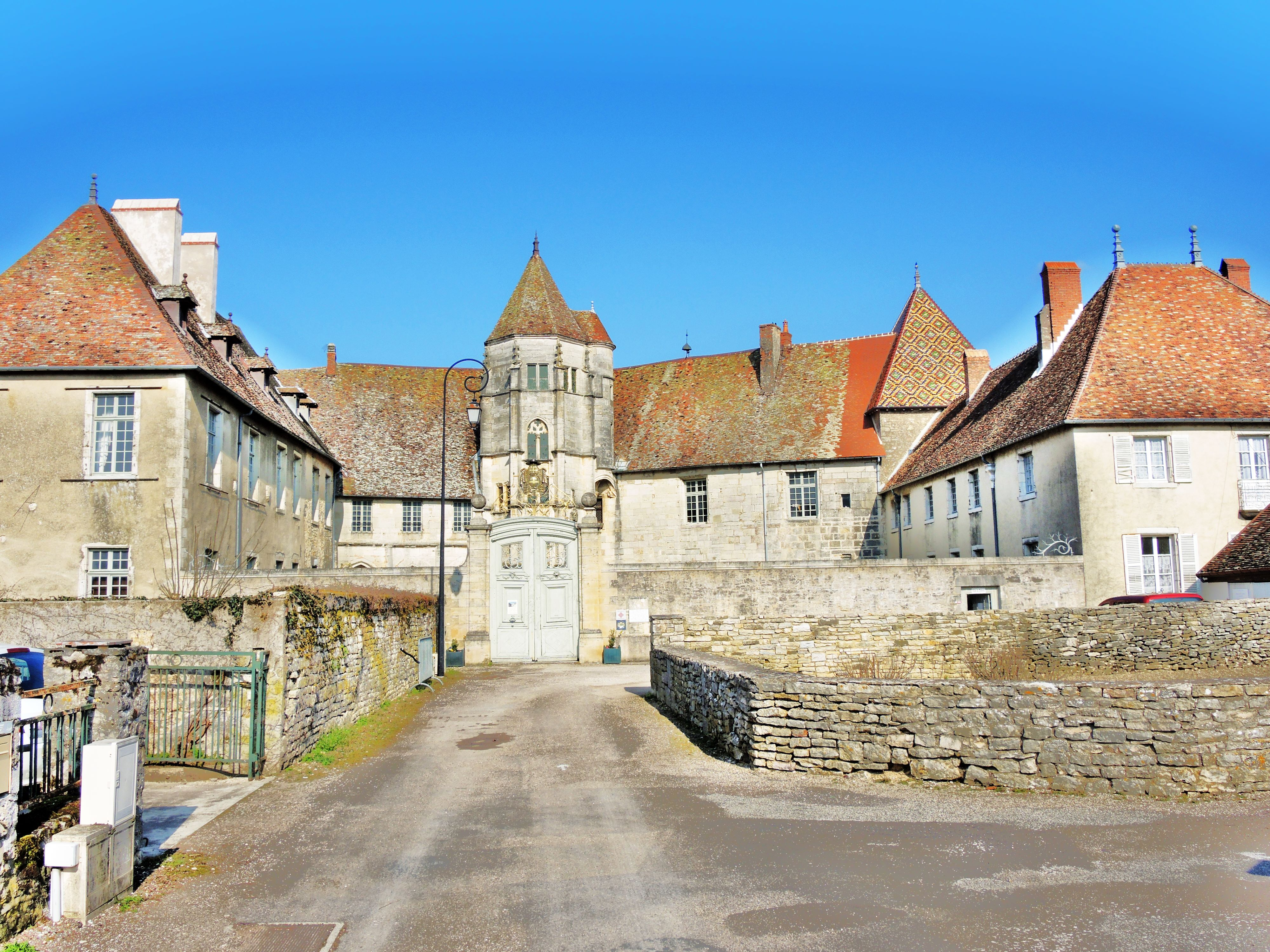
Kasteel van Gy in Frankrijk

De schitterende start van zijn episcopaat verborg evenwel een sluimerend conflict. De benoeming tot aartsbisschop en vervolgens graaf-aartsbisschop van Besançon was niet vlot verlopen. De kandidaat gekozen door het kapittel, Jean Fruin, had het veld moeten ruimen. Dit conflict barstte uit in een burgeroorlog over wie de macht bezat over de stad Besançon. Het kwam tot een open oorlog tussen de stad en het kapittel enerzijds en Ménard anderzijds. Enkel de laatste genoot hertogelijke/grafelijke steun.
Boze burgers van Besançon bestormden de heuvel Bregille buiten de stad. Hier stond een van Ménards kastelen. Zij verwoestten het kasteel van Bregille, zijn fruitbomen en boerderij, maar vernielden eveneens private woningen en de dorpskerk van Bregille. Aartsbisschop Ménard verschool zich in het kasteel van Gy met zijn hofhouding. De vernielingen in Bregille duurden dagen. Ménard eiste volledige schadevergoeding van de stad. Hij trok ook naar Vlaanderen om hertog Filips de Goede persoonlijk op de hoogte te stellen. Toen de stad niet inging op zijn eisen, sloeg Ménard de opstandelingen in de ban van de Roomse Kerk. Ménard reisde vervolgens naar Rome waar hij mondelinge goedkeuring kreeg van paus Nicolaas V voor de straffen die hij had uitgesproken. De opstandige burgers reageerden hierop door naar de Rooms-Duitse keizer te trekken: deze laatste onthief Ménard van zijn grafelijke rechten en domeinen. Hierop reisde Ménard naar de keizer om op zijn beurt te pleiten voor de schadevergoeding: de stad moest hem nog veel geld voor de vernielingen in Bregille. De keizer ging akkoord. Ménard kreeg zijn graafschap Besançon terug. Hierop trok het stadsbestuur van Besançon naar de paus in Rome. Paus Nicolaas V besliste, schriftelijk ditmaal, dat de burgers de aartsbisschop moesten vergoeden, en bovendien interesten moesten betalen (1450). De paus bepaalde verder dat de hertog en graaf van Bourgondië het pauselijk decreet mocht uitvoeren. Toen de baljuw van hertog Filips de Goede het geld kwam ophalen in de stad, ranselden de stedelingen hem af (1450). Hierop stuurde Filips de maarschalk van Bourgondië, Thiebaud van Neufchâtel met een leger van 1.800 soldeniers naar Besançon (1451). Dit leger hakte de hoofden van opstandige burgers af en spietsten ze op de stadsmuren. De anderen werden opgesloten of verjaagd; het geld werd opgehaald. De huizen van Ménards aanhangers in de stad waren ondertussen geplunderd tijdens de burgeroorlog; het paleis van de aartsbisschop was intact gebleven want Ménard had zich goed verschanst met een getrouwe militie. Maarschalk Thiebaud herstelde de orde in Besançon.
In de tussentijd had het kapittel van de kathedraal Saint-Jean van de paus bekomen dat zij onafhankelijk was van het stadsbestuur (1449). De beide bondgenoten, stadsbestuur en kapittel, hadden een financieel akkoord gesloten. Dit akkoord regelde wie de inkomsten kreeg van de stadstaksen en wie moest instaan voor het onderhoud van bruggen, fonteinen, poorten, molens en dergelijke. Dit akkoord liet ook toe dat lokale edellieden hun familie konden laten benoemen in het kapittel zonder goedkeuring door het stadsbestuur. Dagelijks werden er missen in de twee kathedralen gezongen om dit akkoord te vieren. Dit gebruik bleef duren tot het jaar 1704.

### Bestand
De macht van aartsbisschop Ménard over de stad was nog maar erg beperkt. Mede door zijn hoge leeftijd, aanvaardde hij een coadjutor naast zich die het kapittel hem opdrong. Hij kwam nooit meer in Besançon. Ménard stierf, 80 jaar oud, in zijn kasteel van Gy op 18 december 1462. Zijn lichaam werd begraven in de Sint-Stefaanskathedraal van Besançon.